# Chris Haggard
Christopher „Chris“ Haggard (* 28. April 1971 in Pretoria) ist ein ehemaliger südafrikanischer Tennisspieler.

## Karriere
Haggard wurde 1993 Tennisprofi und nahm außer am Anfang seiner Karriere ausschließlich im Doppel an ATP-Turnieren teil. Im Einzel spielte er zwar zahlreiche Challenger-Turniere, qualifizierte sich jedoch nur zweimal für ein Turnier der ATP Tour. Dort scheiterte er jeweils im Queen’s Club, 1996 in der zweiten Runde an Boris Becker und 1997 schon in der ersten Runde. Über das Spiel gegen Becker sagte er jedoch, dass für ihn ein Traum wahr wurde, weil seine großen Jugendidole Becker und John McEnroe waren.
Im Doppel stand er achtzehn Mal in einem Finale und konnte sechs dieser Turniere gewinnen. Bei Grand-Slam-Turnieren war Haggards größter Erfolg der Einzug ins Halbfinale der Australian Open 2003 an der Seite von Landsmann Jeff Coetzee. Im Davis Cup stand er fünfmal für Südafrika im Doppel auf dem Platz und konnte drei dieser Begegnungen für sich entscheiden.
Sein letztes ATP-Turnier bestritt er im Mai 2009 in München. Danach bestritt er noch bis 2016 vereinzelt Future-Turniere.

## Erfolge
| Legende (Anzahl der Siege)                           |
| Grand Slam                                           |
| Tennis Masters Cup ATP World Tour Finals             |
| ATP Masters Series ATP World Tour Masters 1000       |
| ATP International Series Gold ATP World Tour 500 (1) |
| ATP International Series ATP World Tour 250 (5)      |
| ATP Challenger Tour (6)                              |

| ATP-Titel nach Belag |
| Hartplatz (4)        |
| Sand (2)             |
| Rasen (0)            |

### Doppel

#### Turniersiege

##### ATP World Tour
| Nr. | Datum            | Turnier          | Belag     | Partner       | Finalgegner                        | Ergebnis         |
| --- | ---------------- | ---------------- | --------- | ------------- | ---------------------------------- | ---------------- |
| 1.  | 1. August 1999   | Kitzbühel        | Sand      | Peter Nyborg  | Álex Calatrava Dušan Vemić         | 6:3, 6:74, 7:64  |
| 2.  | 21. Juli 2002    | Amersfoort       | Sand      | Jeff Coetzee  | André Sá Alexandre Simoni          | 7:61, 6:3        |
| 3.  | 6. Oktober 2002  | Tokio            | Hartplatz | Jeff Coetzee  | Jan-Michael Gambill Graydon Oliver | 7:64, 6:4        |
| 4.  | 5. Januar 2003   | Adelaide         | Hartplatz | Jeff Coetzee  | Maks Mirny Jeff Morrison           | 2:6, 6:4, 7:67   |
| 5.  | 22. August 2004  | Washington, D.C. | Hartplatz | Robbie Koenig | Travis Parrott Dmitri Tursunow     | 7:63, 6:1        |
| 6.  | 26. Februar 2006 | Memphis          | Hartplatz | Ivo Karlović  | James Blake Mardy Fish             | 0:6, 7:5, [10:5] |

##### ATP Challenger Tour
| Nr. | Datum             | Turnier    | Belag         | Partner               | Finalgegner                      | Ergebnis       |
| --- | ----------------- | ---------- | ------------- | --------------------- | -------------------------------- | -------------- |
| 1.  | 2. November 1997  | Aachen     | Hartplatz (i) | John-Laffnie de Jager | Dave Randall Jack Waite          | 3:6, 6:1, 7:6  |
| 2.  | 9. November 1997  | Neumünster | Teppich (i)   | John-Laffnie de Jager | Lars Burgsmüller Markus Hantschk | 6:3, 6:1       |
| 3.  | 30. November 1997 | Ixtapa     | Hartplatz     | Maurice Ruah          | Bernardo Martínez Rogier Wassen  | 6:4, 7:6       |
| 4.  | 24. Mai 1998      | Budapest   | Sand          | Paul Rosner           | Diego del Río Grant Silcock      | 6:4, 6:2       |
| 5.  | 13. November 2005 | Bratislava | Hartplatz (i) | Jean-Claude Scherrer  | Dominik Hrbatý Michal Mertiňák   | 6:3, 2:6, 7:64 |
| 6.  | 19. Oktober 2008  | Kolding    | Hartplatz (i) | Brendan Evans         | James Auckland Todd Perry        | 6:3, 7:5       |

#### Finalteilnahmen
| Nr. | Datum              | Turnier          | Belag         | Partner          | Finalgegner                        | Ergebnis          |
| --- | ------------------ | ---------------- | ------------- | ---------------- | ---------------------------------- | ----------------- |
| 1.  | 30. August 1998    | Boston           | Hartplatz     | Jack Waite       | Jacco Eltingh Paul Haarhuis        | 3:6, 2:6          |
| 2.  | 15. November 1998  | Stockholm        | Hartplatz (i) | Peter Nyborg     | Nicklas Kulti Mikael Tillström     | 5:7, 6:3, 5:7     |
| 3.  | 27. April 2003     | Barcelona        | Sand          | Robbie Koenig    | Bob Bryan Mike Bryan               | 4:6, 3:6          |
| 4.  | 20. Juli 2003      | Amersfoort       | Sand          | André Sá         | Devin Bowen Ashley Fisher          | 0:6, 4:6          |
| 5.  | 3. August 2003     | Washington, D.C. | Hartplatz     | Paul Hanley      | Jewgeni Kafelnikow Sargis Sargsian | 5:7, 6:4, 2:6     |
| 6.  | 22. Februar 2004   | Memphis          | Hartplatz (i) | Jeff Coetzee     | Bob Bryan Mike Bryan               | 3:6, 4:6          |
| 7.  | 7. März 2004       | Scottsdale       | Hartplatz     | Jeff Coetzee     | Rick Leach Brian MacPhie           | 3:6, 1:6          |
| 8.  | 6. Februar 2006    | Delray Beach     | Hartplatz     | Wesley Moodie    | Mark Knowles Daniel Nestor         | 2:6, 3:6          |
| 9.  | 24. Juni 2006      | ’s-Hertogenbosch | Rasen         | Arnaud Clément   | Martin Damm Leander Paes           | 1:6, 6:73         |
| 10. | 13. Januar 2007    | Auckland         | Hartplatz     | Simon Aspelin    | Jeff Coetzee Rogier Wassen         | 7:69, 3:6, [2:10] |
| 11. | 18. Februar 2007   | San José         | Hartplatz (i) | Rainer Schüttler | Eric Butorac Jamie Murray          | 5:7, 6:76         |
| 12. | 16. September 2007 | Peking           | Hartplatz     | Lu Yen-hsun      | Rik De Voest Ashley Fisher         | 7:63, 0:6, [6:10] |